# .ci
.ci is het achtervoegsel van domeinnamen van Ivoorkust.